# 세르비아 정교회
세르비아 정교회(세르비아어: Српска православна црква / Srpska pravoslavna crkva)는 기독교의 교단 중 하나이다. 그리고 세계에서 두 번째로 오래된 슬라브계 동방 정교회이다.

## 개요
세르비아 정교회의 신자는 주로 세르비아, 몬테네그로, 보스니아 헤르체고비나 스릅스카 공화국에 거주하고 있다. 세르비아 정교회는 불가리아 정교회에 이어서 세계에서 2번째로 오랜 역사를 가진 슬라브계 동방 정교회이다. 세르비아, 보스니아 헤르체고비나, 몬테네그로, 크로아티아에 위치한 대교구, 관구로 구성되어 있으며 전 세계에 형성된 세르비아계 공동체에도 존재한다.
1018년에 비잔티움 제국의 바실리오스 2세 황제가 불가리아를 정복하면서 오흐리드 주교구가 설립되었고 1192년에는 성 사바가 아토스산을 방문했다. 성 사바가 1219년에 니케아 제국의 황제에게 세르비아 교회가 콘스탄티노폴리스 총주교에서 분리된 교회로 인정해 줄 것을 요청하면서 독립 정교회인 세르비아 정교회가 설립되었다. 1346년에는 총대주교구로 승격되면서 페치 세르비아 총대주교구가 되었다.
15세기에 오스만 제국이 세르비아, 보스니아 헤르체고비나, 몬테네그로를 정복하면서 일부 세르비아인들은 이슬람교로 개종했지만 대부분의 세르비아인들은 세르비아 정교회를 유지해 나갔다. 1463년부터 세르비아 총대주교구는 사실상 폐지되었지만 1557년에 오스만 제국의 쉴레이만 1세 술탄이 세르비아인 파샤인 메흐메드 파샤 소콜로비치(소콜루 메흐메트 파샤)의 중재를 통해 메흐메드 파샤의 사촌을 세르비아 총대주교로 임명했다. 세르비아 총대주교구는 오스만 제국에 거주하던 모든 세르비아인들의 영적 통일을 도와주었기 때문에 세르비아인들에게 매우 중요했다.
1766년에 오스만 제국의 지배에 저항하던 세르비아인의 봉기가 진압되면서 세르비아 총대주교구는 폐지되었고 1831년에는 베오그라드 대교구, 1848년에는 카를로브치(현재의 스렘스키카를로브치) 대교구가 설립되었다. 1878년에 세르비아가 오스만 제국으로부터 완전히 독립하면서 완전히 독립된 교회가 형성되었다. 1920년에 카를로브치 대교구, 베오그라드 대교구, 몬테네그로 대교구가 현대적인 세르비아 정교회로 통합되면서 세르비아 정교회는 독립 정교회 지위를 회복했다.

## 같이 보기
- 몬테네그로 정교회
- 마케도니아 정교회